# A. Paul Weber

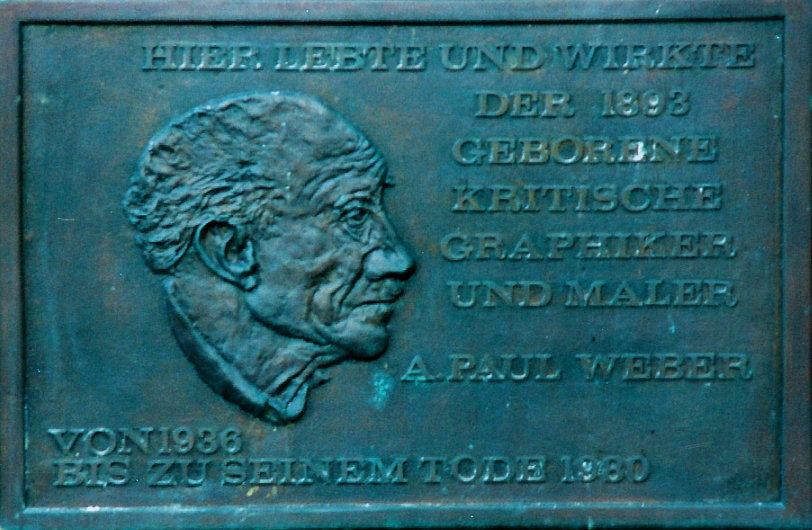
Erinnerungstafel für A. Paul Weber in der Mauer vor seinem Wohnhaus in Großschretstaken

Andreas Paul Weber (* 1. November 1893 in Arnstadt; † 9. November 1980 in Schretstaken bei Mölln, Schleswig-Holstein) war ein deutscher Lithograf, Zeichner und Maler.

## Leben und Werk
A. Paul Weber wuchs in Arnstadt in Thüringen auf, wo sein Vater Assistent bei der Eisenbahn war. Gefördert auf dem literarischen und künstlerisch-handwerklichen Gebiet wurde der junge Paul von seiner Mutter und seinem Großvater, dem in Arnstadt ansässigen Maschinenfabrikanten Christian Kortmann. Paul besuchte die Realschule in Arnstadt und anschließend für kurze Zeit die Kunstgewerbeschule Erfurt.
Von 1908 bis 1914 war er Mitglied im Jung-Wandervogel. Diese Bewegung bürgerlicher Jugendlicher und junger Erwachsener war angeregt worden durch die Ideale der Romantik, deren Anhänger vor dem autoritären Druck der Gesellschaft durch Wandern und naturgemäße Lebensweise in die Natur flüchteten, um dort mehr nach ihren eigenen Überzeugungen zu leben. So wanderte auch A. Paul Weber durch große Teile Deutschlands, wobei seine Vaterlandsliebe und Naturverbundenheit geweckt wurden. In dieser Zeit entstanden die ersten autodidaktischen Versuche in der lithografischen Technik.
Während des Ersten Weltkriegs wurde er zum Kriegsdienst eingezogen und als Eisenbahnpionier an die Ostfront geschickt. Dort wurde er 1916 als Zeichner und Karikaturist für die Zeitschrift der 10. Armee tätig und für die Leipziger Illustrierte Zeitung. 1918 wurde er nach Spa versetzt.
Aus seiner Ehe mit Toni Klander, die er 1920 heiratete, gingen fünf Kinder hervor.
1925 gründet er die „Clan-Presse“, in der er zusammen mit seinem Sohn Christian Signete, Exlibris und Werbegrafiken herstellt.
Weber hinterließ ein umfangreiches zeichnerisches und lithografisches Werk, vor allem zeitkritische, satirische Blätter. Unter anderem beschäftigte er sich mit den Themen Nationalsozialismus, Politik, Umwelt und Medizin. Des Weiteren entwarf er Gebrauchsgrafik und etliche Buchillustrationen (beispielsweise zu Reineke Fuchs, Till Eulenspiegel, Münchhausen und zu Werken von Hans Sachs) und gab den Kritischen Kalender heraus. Weitere Bildserien sind Die Schachspieler, Porträt-Karikaturen, satirisch/allegorische Tierdarstellungen und Zeichnungen für die von Ernst Niekisch herausgegebene Zeitschrift Widerstand. Zeitschrift für nationalrevolutionäre Politik; am bekanntesten ist wohl die Lithographie Das Gerücht. Umstritten ist die Bewertung der Serien Britische Bilder (1941) und Leviathan, die später als Kriegspropaganda kritisiert wurden.

### Ideologischer Hintergrund
A. Paul Webers ideologischer Hintergrund ist die völkisch-nationalrevolutionäre Bewegung der zwanziger Jahre. Bereits zwischen den Kriegen zeigte er sich offen antisemitisch und arbeitete in seinen Zeichnungen mit prägnanten völkischen Stereotypen. Besonders hervorzuheben sind seine Titelillustration bzw. das Werbeplakat für den antisemitischen Bestseller „Sünde wider das Blut“ von Artur Dinter und Webers Titelillustration für „Der Vormarsch. Blätter der nationalistischen Jugend. Folge 9“, herausgegeben von Werner Laß. Als weiteres antisemitisches Werk, an dem Weber als Illustrator beteiligt war, ist Wilhelm Stapels „Literatenwäsche“ aus dem Jahr 1930 zu nennen, erschienen im Widerstands Verlag und voller Polemiken im kulturpolitischen Kampf der späten Weimarer Republik gegen Alfred Kerr, Alfred Döblin, Max Liebermann, Paul Cassirer, Max Brod, Heinrich Mann, Jakob Wassermann und viele andere linksliberale Zeitgenossen. Webers Titelillustration zeigt drei von ihnen – Alfred Kerr ist zweifelsfrei zu erkennen – leblos an der Wäscheleine hängend. Weber zeichnet ein Bild von Kurt Tucholsky als aufgespießter Laus. Mit dieser Illustration bedient Weber die antisemitische Metapher des Ungeziefers, Ausrottung inbegriffen: „In dieser Zeit liegt viel Blutgeruch in der Luft. Der literarische Antisemitismus liefert nur die immateriellen Waffen zum Totschlag“, antwortete Carl von Ossietzky, sich auch auf den Umgang mit jüdischen Schriftstellern, Verlegern und Kritikern in der „Literatenwäsche“ beziehend. Ein weiteres Beispiel sind seine Illustrationen für Hjalmar Kutzlebs rassistische Schrift Mord an der Zukunft (1929), ebenfalls erschienen im Widerstandsverlag.
Seit den 1930er Jahren arbeitete Weber mit dem nationalbolschewistischen Widerstandskreis um Ernst Niekisch zusammen. 1931–1934 war Weber neben Niekisch Mitherausgeber der Zeitschrift Widerstand. Zeitschrift für nationalrevolutionäre Politik, Widerstands-Verlag, Berlin, für die er das Signet entwarf. Für den Widerstands-Verlag fertigte er zahlreiche politisch-satirische Illustrationen an u. a. für die Schrift „Hitler – ein deutsches Verhängnis“. Deswegen kam er am 2. Juli 1937 in das KZ Hamburg-Fuhlsbüttel und wurde in Gefängnissen in Berlin und Nürnberg bis zum 15. Dezember inhaftiert. Der Widerstand, um den es hier seit 1928 ging, richtete sich gegen Demokratie und die Weimarer Republik, aber auch gegen Hitler und die NSDAP von einem Standpunkt aus, der Hitler und der NSDAP vorwirft, dass diese sich der Unterdrückung der (westlichen) Siegermächte des Ersten Weltkriegs, den Juden (und dem Kapital) unterwerfen, und wendet sich auch dagegen, dass Hitler und die NSDAP es vorzogen, sich durch Wahlen legitimieren zu lassen, anstatt sich an die Macht zu putschen. Aufgrund dieser vermeintlich mangelnden Entschlossenheit und der „falschen“ Vorgehensweise sah der Widerstandskreis in Hitler ein deutsches Verhängnis, von Antifaschismus und weiser Voraussicht keine Spur. So sind Niekisch und sein Widerstandskreis den Kreisen zuzuordnen, ähnlich wie Gregor Strasser oder Ernst Röhm von der SA (Röhm-Putsch), die sich durchaus mit Hitler in einer Konkurrenz um die Macht befanden. Sein „Antifaschismus“ ist ambivalent: Er gehörte den nationalrevolutionären Kritikern des Nationalsozialismus an, auch fertigte er für NS-Blätter und Verlage antisemitische Karikaturen, die seinem völkischen Weltbild auch schon vor der Machtübergabe 1933 entsprachen, und später kriegstreibende Propaganda, wie sein zwischen 1939 und 1941 entstandener Bilderzyklus „Reichtum und Tränen“ („Britische Bilder – 45 politische Zeichnungen“) bzw. Ludwig Weißauers „Soldatengeist“, das neben Webers Illustrationen auch ein Geleitwort Heinrich Himmlers enthielt. Sein Bilderzyklus enthält massive Kritik an der englischen Geschichte (Besetzung Irlands und Gibraltars, Sklavenhandel, Burenkrieg und den starken sozialen Unterschieden in der britischen Gesellschaft). Der Nibelungen-Verlag, in dem der Bilderzyklus 1941 erschien, war eine Dienststelle des Reichsministeriums für Volksaufklärung und Propaganda unter Joseph Goebbels. 
In der Zeit des Nationalsozialismus war Weber Mitglied der Reichskammer der bildenden Künste. Für diese Zeit ist bis 1943 seine Teilnahme an 14 Gruppenausstellungen sicher belegt, darunter 1941 in Halle/Saale Die Karikatur im Kriege.
1944/45 wurde Weber zur Wehrmacht eingezogen, und er nahm am Zweiten Weltkrieg teil.

## Nach 1945

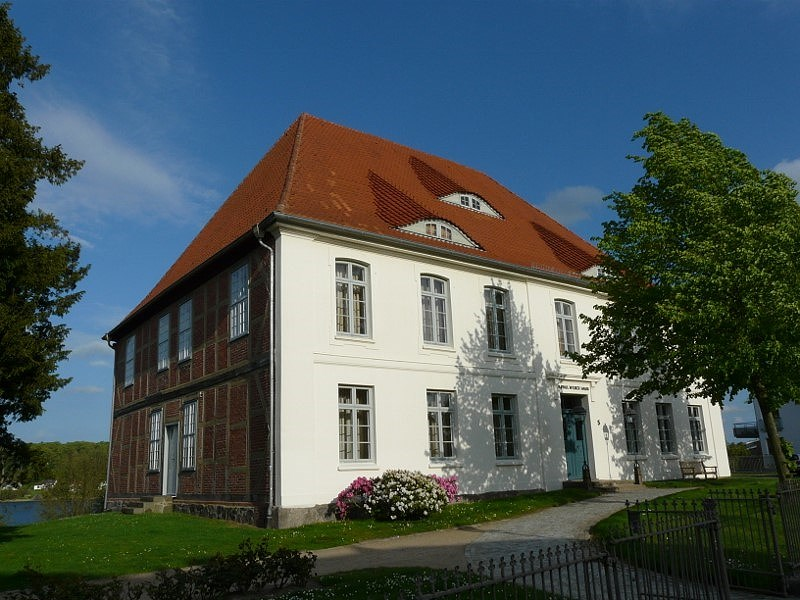
A. Paul Weber-Museum in Ratzeburg (2010)

Nach 1945 lebte A. Paul Weber in Großschretstaken. 1951 wurde in der Griffelkunst-Vereinigung Hamburg – für die Weber bereits seit 1940 arbeitete – der A.-Paul-Weber-Kreis gegründet. Von der Griffelkunst-Vereinigung wurde er fortan finanziell unterstützt.
1955 wurde ihm der Kunstpreis des Landes Schleswig-Holstein und 1963 die Hans-Thoma-Medaille verliehen. 1971 erhielt er vom Land Schleswig-Holstein „in Würdigung seines Gesamtwerkes als Graphiker“ eine Ehrenprofessur. Ebenfalls wurde Weber 1971 vom damaligen Bundespräsidenten Gustav Heinemann das Große Verdienstkreuz verliehen. Heinemann gehörte zu seinen großen Bewunderern und war es auch, der anlässlich des 80. Geburtstages von Weber 1973 auf der Domhalbinsel in Ratzeburg das A. Paul Weber-Museum eröffnete. 1978 stellte er im Kunstverein Ingolstadt aus.
Auf dem Webauftritt des A. Paul Weber-Museum ist unter anderem zu lesen: „Weber zeichnete – vor allem in den Zwanziger Jahren – einige Bilder antisemitischen Inhalts, die als Buchillustrationen im Auftrag der jeweiligen Verlage entstanden. Dass Weber persönlich antisemitisch eingestellt gewesen wäre, lässt sich jedoch nicht belegen.“

## Schriften bzw. Illustrationen (Auswahl)
- Wie befehlen Herr Hauptmann? und anderes. 6 lustige Charakterköpfe im Felde. Gezeichnet A. Paul Weber. Wolfenbüttel: Julius Zwisslers Verlag, [1916]
- Sonnenstrahlen. Acht Bilder von lieben Kinderlein. Leipzig: Matthes, [1918]
- Titelblatt bzw. Antisemitisches Werbeplakat für Arthur Dinter, Sünde wider das Blut. 1917/1921, Mathes und Tost Verlag. Antisemitisches Titelblatt bzw. antisemitisches Werbeplakat. Mathes und Tost Verlag, 1917/1921
- Illustrirte Zeitung 151 (1918), Nr. 3934 [komplette Illustration eines Heftes]
- Der Narren-Spiegel. Die 55 Bilder aus den 10 Fastnachtsspielen des Hans Sachs. Gez. von A. Paul Weber. Leipzig; Hartenstein: Matthes, 1921, 56 Bl.
- Wie ein Druckerzeichen entsteht. Vorwort: Otto Säuberlich. Leipzig: Oscar Brandstetter, 1922, 16 S.:
- Kritischer Kalender. Querschnitt. Hrsg. u. eingel. von Arnold Köster. München: Bruckmann
- Manfred v. Killinger: Ernstes und Heiteres aus dem Putschleben. Mit Zeichnungen von A. Paul Weber. Berlin W 35 [, Schöneberger Ufer 10]: Vormarsch-Verlag, 1928, 127 S. (Vormarsch-Bücherei)
- Werner Laß, Der Vormarsch. Blätter der nationalistischen Jugend. Folge 9, 1928. Antisemitisches Titelblatt
- Zeichnungen, Holzschnitte und Gemälde. Mit einer Einführung von Hugo Fischer. Berlin: Widerstands-Verlag
- Wilhelm Stapel, Literatenwäsche. Widerstands-Verlag, 1930.
- Grenzland. 9 Holzschnitte. Hrsg. vom Deutschen Grenzkampfbund. [Text: Heinz Baethge]. Berlin: Widerstands-Verlag, 1932, 1 Bl., 9 Taf.
- Ernst Niekisch, Hitler – ein deutsches Verhängnis. Zeichnungen von A. Paul Weber. Widerstands-Verlag, Berlin 1932
- Ludwig Weißauer, Soldatengeist, Geleitwort von Heinrich Himmler. Illustrationen von Andreas Paul Weber. Nibelungen-Verlag, Berlin 1941
- Britische Bilder. 45 politische Zeichnungen. Nibelungen-Verlag, Berlin 1941, 45 S.
- England, der Totengräber der kleinen Nationen. Britische Bilder; Ein Künstler entlarvt Englands Verbrechen = L'Angleterre, fossoyeuse des petites nations / A. Paul Weber. [Berlin W 35, Rauchstr. 27]: [Deutsche Informationsstelle], [1941], 30 S.[9]
- Graphik. Einführung von Georg Ramseger. Stalling-Verlag, Oldenburg 1956, 22 S.[10]
- Der Blick vom Turm. Fabeln von Günther Anders. C.H.Beck’sche Verlagsbuchhandlung, München 1968
- Kunst im Widerstand. Das antifaschistische Werk. Werner Schartel (Hrsg.). Elefanten Press, Berlin 1977, 127 S; die 7. Auflage unter dem Titel:
  - Kunst im Widerstand. Politische Zeichnungen seit 1929. Zum Problem von Humanismus und Parteilichkeit. Werner Schartel (Hrsg.), (20. – 22. Tsd.). Elefanten Press, Berlin 1979, 141 S.
- A. Paul Weber (1893–1980), kritische Graphik und Buchillustration. 13. Dezember 1993 bis 5. Februar 1994. Eine Ausstellung der Universitäts- und Landesbibliothek Düsseldorf, 1993 (Digitalisat)

## Auszeichnungen (Auswahl)
- 1966: Joseph-E.-Drexel-Preis
- 1971: Großes Bundesverdienstkreuz
- 1971: Ehrenprofessor des Landes Schleswig-Holstein
- Im Rahmen der Serie „Deutsche Malerei des 20. Jahrhunderts“ brachte 1993 die Deutsche Bundespost eine 100-Pfennig-Sonderbriefmarke mit dem Motiv Publikum zu seinen Ehren heraus.